# Sharon van Rouwendaal

Sharon van Rouwendaal, née le 9 septembre 1993 à Baarn, est une nageuse néerlandaise de mère Hollandaise, spécialiste du dos et de la nage en eau libre.

## Biographie
La Néerlandaise a participé à ses premiers grands championnats en eau libre. Auparavant, elle s'était illustrée en bassin, avec une médaille de bronze aux Mondiaux de 2011 sur 200 m dos.
La jeune femme s'entraîne en France, à Montpellier, sous la direction de Philippe Lucas. Son club actuel est le 3MUC.
Elle décroche le premier grand titre de sa carrière en s'imposant sur le 10 km dames, seule distance olympique en eau libre, lors des Championnats d'Europe de natation 2014. Elle récidive sur la même distance lors des Championnats d'Europe de natation 2018.

## Palmarès

### Jeux olympiques
- Jeux olympiques d'été de 2012 à Londres ( Royaume-Uni) :
  - 6e sur 4 × 100 m 4 nages
- Jeux olympiques d'été de 2016 à Rio de Janeiro ( Brésil) :
  -  Médaille d'or sur 10 km eau libre
- Jeux olympiques d'été de 2020 à Tokyo ( Japon) :
  -  Médaille d'argent sur 10 km eau libre
- Jeux olympiques d'été de 2024 à Paris ( France) :
  -  Médaille d'or sur 10 km eau libre

### Championnats du monde
Grand bassin

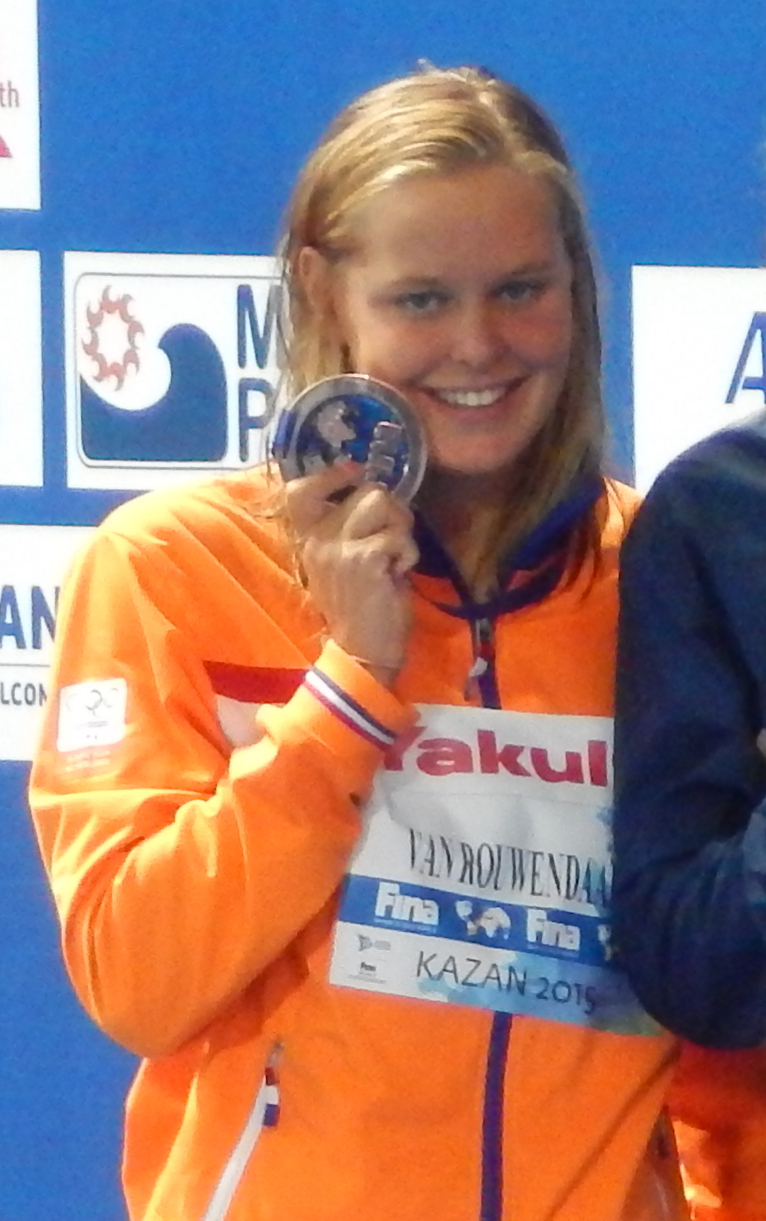
Sharon van Rouwendaal lors de la cérémonie protocolaire du 400 mètres nage libre à Kazan.

- Championnats du monde de 2011 à Shanghai ( Chine) :
  -  Médaille de bronze sur 200 m dos
- Championnats du monde de 2015 à Kazan ( Russie) :
  -  Médaille d'argent sur 400 m nage libre

Petit bassin
- Championnats du monde 2014 à Doha ( Qatar) :
  -  Médaille d'or au titre du relais 4 × 200 m nage libre
  -  Médaille d'argent sur 400 m nage libre
  -  Médaille de bronze sur 800 m nage libre

Eau libre
- Championnats du monde de 2015 à Kazan ( Russie) :
  -  Médaille d'argent sur 10 km eau libre
- Championnats du monde de 2017 à Budapest ( Hongrie) :
  -  Médaille d'or sur 25 km eau libre
- Championnats du monde de 2022 à Budapest ( Hongrie) :
  -  Médaille d'or sur 10 km eau libre
  -  Médaille de bronze sur 25 km eau libre
- Championnats du monde de 2023 à Fukuoka ( Japon) :
  -  Médaille d’argent sur 5 km eau libre
- Championnats du monde de 2024 à Doha ( Qatar) :
  -  Médaille d’or sur 5 km eau libre
  -  Médaille d’or sur 10 km eau libre

### Championnats d'Europe
Grand bassin
- Championnats d'Europe grand bassin 2014 à Berlin ( Allemagne) :
  -  Médaille d'argent sur 400 m nage libre

Petit bassin
- Championnats d'Europe petit bassin 2010 à Eindhoven ( Pays-Bas) :
  -  Médaille d'argent sur 100 m dos
  -  Médaille d'argent sur 200 m dos
- Championnats d'Europe petit bassin 2013 à Herning ( Danemark) :
  -  Médaille de bronze sur 800 m nage libre
- Championnats d'Europe petit bassin 2015 à Netanya ( Israël) :
  -  Médaille de bronze sur 800 m nage libre

Eau libre
- Championnats d'Europe de natation 2014 à Berlin ( Allemagne) :
  -  Médaille d'argent sur 5 km eau libre
  -  Médaille d'or sur 10 km eau libre
  -  Médaille d'or sur 5 km eau libre mixte (avec Ferry Weertman et Marcel Schouten)
- Championnats d'Europe 2016 à Hoorn ( Pays-Bas) :
  -  Médaille de bronze du 5 km en eau libre
- Championnats d'Europe de natation 2018 à Glasgow ( Royaume-Uni) :
  -  Médaille d'or sur 5 km eau libre
  -  Médaille d'or sur 5 km eau libre mixte (avec Esmee Vermeulen, Pepijn Maxime Smits et Ferry Weertman)
  -  Médaille d'or sur 10 km eau libre
  -  Médaille d'argent sur 25 km eau libre
- Championnats d'Europe de natation 2020 à Budapest ( Hongrie) :
  -  Médaille d'or sur 5 km eau libre
  -  Médaille d'or sur 10 km eau libre
- Championnats d'Europe de natation 2022 à Rome ( Italie) :
  -  Médaille d'or sur 5 km eau libre